# Benedikt Zimmer

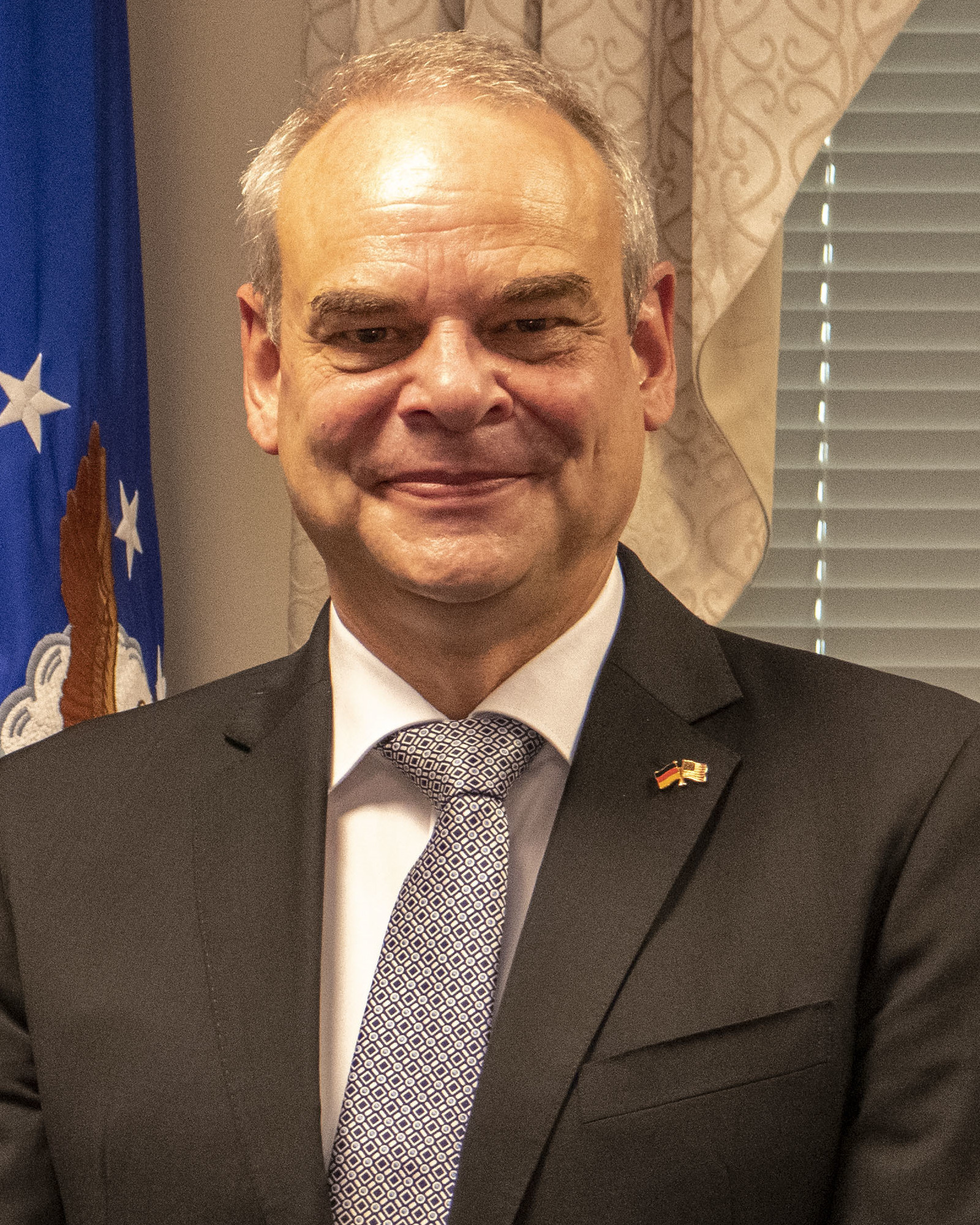
Benedikt Zimmer (2020)

Benedikt Bernhard Sebastian Zimmer (* 9. Oktober 1961 in Soltau) ist beamteter Staatssekretär für Ausrüstung, Cyber/Informationstechnik und Planung im Bundesministerium der Verteidigung (BMVg). Zimmer ist Generalleutnant a. D. des Heeres der Bundeswehr und war in letzter Verwendung als Soldat Abteilungsleiter Ausrüstung im BMVg in Berlin.

## Militärische Laufbahn
Zimmer trat am 1. Juli 1981 beim Panzerbataillon 54 in Hessisch Lichtenau in den Dienst der Bundeswehr. Dort und an der Kampftruppenschule 2 in Munster erfolgte von 1981 bis 1982 die Ausbildung zum Panzeroffizier. Im Anschluss daran absolvierte Zimmer von 1982 bis 1986 ein Studium der Elektrotechnik an der Universität der Bundeswehr München und schloss dieses als Diplom-Ingenieur ab. Hiernach wurde er von 1986 bis 1989 als Zugführer und Nachrichtenoffizier (S2) im Panzerlehrbataillon 94 in Munster eingesetzt. Als Kompaniechef diente Hauptmann Zimmer von 1989 bis 1992 bei der 3. Kompanie des Panzerbataillons 31 in Neustadt am Rübenberge. Von 1992 bis 1994 diente er als Adjutant des Befehlshabers im Wehrbereich II in Hannover, Hartmut Behrendt.
1994 wurde Zimmer nach Hamburg an die Führungsakademie der Bundeswehr versetzt und absolvierte dort bis 1996 den Generalstabslehrgang. Mit der Beförderung zum Major übernahm er von 1996 bis 1997 in der Abteilung Personal einen Referentenposten im Bundesministerium der Verteidigung in Bonn. Im Anschluss daran wurde er 1997 ebenfalls in Bonn in das Personalamt der Bundeswehr versetzt und diente dort bis 1998 als Personalstabsoffizier in der Abteilung I (Heer) und war damit zuständig für die Personalplanung der Offiziere in den Laufbahnen des Truppendienstes, des Sanitätsdienstes, des Militärmusikdienstes und des Geoinformationsdienstes der Bundeswehr bis einschließlich der Besoldungsgruppe A 15 sowie Offiziere des Militärfachlichen Dienst (OffzMilFD) aller Teilstreitkräfte und Organisationsbereiche. 1998 schloss sich eine einjährige Weiterbildung am Joint Services Command and Staff College im britischen Bracknell an.
Von 1999 bis 2001 war Zimmer als Operationsgeneralstabsoffizier (G3) im Stab der Panzerbrigade 21 in Augustdorf unter dem Kommando von Wolf-Dieter Langheld eingesetzt. Während dieser Verwendung absolvierte Zimmer vom November 2000 bis zum Juni 2001 einen Auslandseinsatz im Rahmen der KFOR im Kosovo und diente im dortigen Prizren als G3 der Multinationalen Brigade Süd, ebenfalls unter dem Kommando von Langheld.
Wieder in Deutschland übernahm Oberstleutnant Zimmer von 2001 bis 2002 das Kommando über das Panzerbataillon 214 in Augustdorf. Nach diesem Truppenkommando wurde er in das Bonner Bundesministerium der Verteidigung versetzt und diente dort von 2002 bis 2004 als Referent im Referat für zentrale Aufgaben im Führungsstab des Heeres (FüH Z) unter dem Kommando des Chefs des Stabes Hans-Otto Budde. Im Anschluss daran wurde er nach Köln versetzt und diente im Personalamt der Bundeswehr von 2004 bis 2007 als Dezernatsleiter in der Abteilung I (Heer).
2007 kehrte Zimmer nach Bonn zurück und übernahm für ein Jahr die Leitung des Referats 2 in der Stabsabteilung V (Einsätze) im Führungsstab der Streitkräfte (Fü S V 2) unter dem Kommando des Stabsabteilungsleiter Erhard Bühler. Nach der Ausgliederung der Stabsabteilung und darauf erfolgten Aufstellung des Einsatzführungsstab, der direkt dem Generalinspekteur unterstellt wurde, verblieb Zimmer in selbigen und diente bis 2009 als Arbeitsbereichsleiter 4.
Am 4. Mai 2009 übernahm Oberst Zimmer von Klaus von Heimendahl das Kommando der Panzergrenadierbrigade 41 in Torgelow. In dieser Verwendung wurde er 2009 zum Brigadegeneral ernannt. Vom 28. Mai 2009 bis zum 16. Dezember war Zimmer zudem Kommandeur der Multinational Task Force South (MNTF S KFOR) und Kontingentführer des 23. Deutsches Einsatzkontingent der KFOR. Dieses Kommando gab er an Manfred Hofmeyer ab.
Vom 1. Januar 2013 bis 26. Juni 2014 war Zimmer Kommandeur der Division Luftbewegliche Operationen. Vom 1. Oktober 2013 bis 31. Juli 2014 war er Kommandeur Division Süd, die Teile der aufzulösenden Division Luftbewegliche Operationen übernahm.
Vom 1. August 2014 bis März 2018 war Generalleutnant Zimmer Abteilungsleiter Ausrüstung, Informationstechnik und Nutzung (AIN) im Bundesministerium der Verteidigung in Berlin und zugleich nationaler Ausrüstungs-/Rüstungsdirektor (National Armament Director – NAD).

## Laufbahn als Staatssekretär
Am 5. April 2018 wurde Zimmer, als Nachfolger von Katrin Suder, zum beamteten Staatssekretär für Ausrüstung und Cyber/Informationstechnik im Bundesministerium der Verteidigung ernannt. Zudem ist er für die Angelegenheiten der Abteilung Planung zuständig, die jedoch nicht direkt ihm, sondern dem Generalinspekteur der Bundeswehr unterstellt ist. Er amtiert noch bis Sommer 2025.

## Kontroversen
In seiner Funktion als Abteilungsleiter war Zimmer in die Unregelmäßigkeiten der Entscheidung um die Sanierung der Gorch Fock verwickelt. So forderten Experten im Ministerium in einer Vorlage einen „Abbruch der Instandsetzung Gorch Fock sowie eine schnellstmögliche Realisierung einer Nachfolgelösung“. Zimmer strich entscheidende Absätze der Vorlage, am Ende lautete der Entscheidungsvorschlag gegenteilig auf „Fortsetzung der Instandsetzung“. Auch basierend hierauf wurde von Ministerin Ursula von der Leyen die Fortsetzung der Instandsetzungsarbeiten trotz erheblicher Kostensteigerungen entschieden. Vertreter der FDP forderten daraufhin seinen Rücktritt.

## Privates
Zimmer ist verheiratet und hat zwei Söhne.